# 張之万

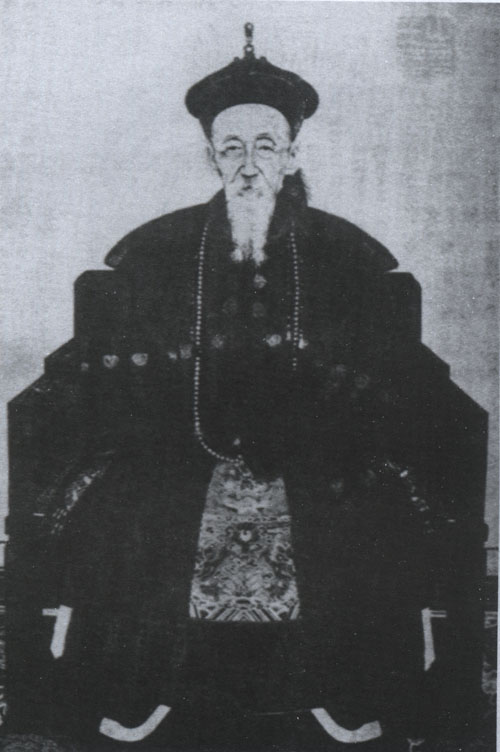
張之万

張 之万（ちょう しばん、Zhāng Zhīwàn、1811年 - 1897年）は、清末の官僚。字は子青、号は鑾坡。直隷省南皮出身。張之洞の従兄。
道光27年（1847年）に状元となり、翰林院修撰を授かった。咸豊2年（1852年）に河南学政となったが、太平天国軍の北伐に対して様々な防衛策を建言し、多くが容れられた。その後北京に呼び戻され、同治元年（1862年）に礼部侍郎、河南巡撫となった。当時河南省は捻軍の攻撃を受けていたが、張之万は自ら汝州や許州に駐屯して督軍にあたった。
同治4年（1865年）に河道総督に就任、同治5年（1866年）に漕運総督に異動となり、漕運の要地の防衛にあたった。捻軍の平定後の同治9年（1870年）には江蘇巡撫となり、同年に起こった両江総督馬新貽暗殺事件を魁玉と共に調査した。
光緒8年（1882年）に兵部尚書、光緒9年（1883年）に刑部尚書となった。光緒10年（1884年）に軍機大臣・協弁大学士、光緒15年（1889年）には体仁閣大学士、次いで東閣大学士に至った。
詩や詞を善くし、書画にも巧みであった。死後、文達の諡号が贈られた。